# شهرك توانير (غتشين)
شهرك توانير (بالإنجليزية: Shahrak-e Tavanir)‏ هي مستوطنة تقع في إيران في قسم غتشین الريفي. يقدر عدد سكانها بـ 1,701 نسمة .